# 2018年8月逝世人物列表
2018年逝世人物列表：1月 - 2月 - 3月 - 4月 - 5月 - 6月 - 7月 - 8月 - 9月 - 10月 - 11月 - 12月
2018年8月逝世人物列表，是用於匯總2018年8月期間逝世人物的列表。

## 依日期排序

### 日期不详
- 宋立志，中國人，原山东疾控中心免疫预防管理所所长，死於注射过量胰岛素。[1][2]

### 31日
- 李宏基，41歲，台灣死刑犯，2014年殺害其前妻及幼女，槍決。[3]
- 伊恩·瓊斯（英语：Ian Jones (author)），86歲，澳洲作家和電視製片人。[4]
- 第四代梅爾切特勳爵（英语：Peter Mond, 4th Baron Melchett），70歲，英國環保主義者和政治人物。[5]
- 亞歷山大·弗拉基米羅維奇·扎哈爾琴科（烏克蘭語：Олександр Володимирович Захарченко），42岁，頓涅茨克人民共和國总统，汽车炸弹袭击而死。[6]
- 路易吉·路卡·卡瓦利-斯福扎（義大利語：Luigi Luca Cavalli-Sforza），96岁，意大利群体遗传学家。[7]
- 褚德新，89岁，中國人，原黑龙江人民出版社社长、党组书记。[8]

### 30日
- 楊偉中，47歲，台灣政治人物，不當黨產處理委員會委員，前中國國民黨發言人，曾共同創建托派組織工人民主協會，在庫克群島為救女而溺斃。[9][10]
- 王柏荣，76岁，中国剪纸动画大师、导演，原上海美术电影制片厂副厂长。[11]
- 刘嘉，46岁，中国德育工作者，首都师范大学原团委书记。[12]
- 彼得·科里斯（英语：Peter Corris），76歲，澳洲犯罪小說家（《深水（英语：Deep Water (Corris novel)）》、《空曠的海灘（英语：The Empty Beach）》）。[13]
- 約瑟夫·科博松（英语：Joseph Kobzon），80歲，俄羅斯歌手、苏联人民艺术家，死於前列腺癌。[14]
- 凡妮莎·馬克斯（Vanessa Marquez），49歲，美國女演員，曾演出著名電視劇《急診室的春天》，被警方開槍射殺。[15]

### 29日
- 南達默里·哈克里希納（英语：Nandamuri Harikrishna），61歲，印度演員和政治人物，死於交通意外。[16]
- 埃利·曼尼特（英语：Ellie Mannette），90歲，千里達鋼鼓（英语：Steelpan）音樂家。[17]
- 詹姆斯·莫理斯爵士（英語：Sir James Mirrlees），82歲，英國經濟學家，1996年諾貝爾經濟學獎得主。[18]
- 保羅·泰勒（英語：Paul Taylor），88歲，美國現代舞舞蹈家。[19]
- 保罗·斯普蒂斯（英語：Paul Dee Spudis），美國地質學家和月球科學家，死於肺癌併發症。[20][21]
- 黄志岐，93岁，中国政治人物，原淮南煤炭基地会战指挥部机关党委书记。[22]

### 28日
- 西爾瓦諾·坎佩吉（英语：Silvano Campeggi），95歲，意大利電影海報設計師（《北非谍影》、《萬花嬉春》、《第凡內早餐》）。[23]
- 塔季揚娜·庫茲涅佐娃（英语：Tatyana Kuznetsova），77歲，蘇聯出生的俄羅斯女太空人。[24]
- 杜守信，98岁，中国官员，原云南省交通厅党委委员、监委书记、省公路管理局筹备小组成员。[25]

### 27日
- 陳壽霖，92歲，香港工程師和政治家，行政局非官守議員（1983年－1987年）、立法局非官守議員（1976年－1987年）。[26]
- 林金來，58歲，台灣政治人物，雲林縣台西鄉民代表。死於心肌梗塞。[27]
- 戴爾·M·考克倫（英语：Dale M. Cochran），89歲，美國政治人物，前艾奧瓦州農業部長（英语：Secretary of Agriculture of Iowa）與艾奥瓦州众议院議員。[28]
- 阿方索·奧索里奧（英语：Alfonso Osorio），94歲，西班牙軍事律師和政治人物，前總統部部長（英语：Ministry of the Presidency (Spain)）與第二副總統（英语：Second Deputy Prime Minister of Spain）。[29]
- 杰拉爾德·費茲派翠克（英語：Gerald Fitzpatrick），99歲，二戰英軍退役上尉。[30]
- 张世鑅，83岁，中國人，广西艺术学院原党委副书记、副院长。[31]
- 崔清吉，89岁，中国官员，原中共安徽省委政法委员会副书记、省人大常委、法制委副主任。[32]
- 王怀祖，83岁，中國人，西班牙语翻译家。[33]

### 26日
- 費德里科·巴博薩·古鐵雷斯（英语：Federico Barbosa Gutiérrez），91歲，墨西哥法學家和政治人物，前联邦议会議員，死於心臟病。[34]
- K·K·哈里達斯（英语：K. K. Haridas），52歲，印度電影導演（《Vadhu Doctoranu（英语：Vadhu Doctoranu）》），死於心臟病。[35]
- 尼爾·賽門（英語：Neil Simon），91歲，美國劇作家[36]。
- 何國威（英語：Thomas Ho），綽號「馬屎」，50歲，香港插畫師，病逝。[37]
- 科瑞·希尔（英語：Kerry Hill），75岁，澳洲建築師，其設計風格為现代极简主义。[38]

### 25日
- 弗洛里安·貝蓋爾（英语：Florian Beigel），76歲，德國建築師，死於心臟驟停。[39]
- 約翰·麥凱恩（英語：John McCain），81歲，美國共和黨政治家和軍人，曾任亞利桑那州聯邦參議員、眾議員、2008年美國總統大選共和黨候選人，死於腦癌。[40]
- 凱爾·帕文尼（英語：Kyle Pavone），28歲，美國歌手，金屬樂團「We Came as Romans」主唱，病逝。[41]
- 諾姆·謝里夫（英语：Noam Sheriff），83歲，以色列作曲家和指揮，死於心臟病。[42]
- 叶能群（英語：Edward Yip），98岁，美国華裔企業家，南加州光华超市创办人。[43]
- 麻生美代子（日語：麻生 美代子），92歲，日本演員、聲優，代表作《海螺小姐》的磯野舟（磯野 フネ）[44]。
- 聂学生，73岁，中國人，河北省石家莊市市民聂树斌的父親，死於高血压引發心脏病。[45][46]

### 24日
- 高王凌，68岁，中国历史学者，中国人民大学清史研究所教授，其研究方向为「中国18世纪和20世纪历史与中国农村变革」，病逝。[47]
- 李耕，90岁，中国作家，中国作家协会会员，江西省作家协会原副主席。[48]
- 崔喜準（英语：최희준 (가수)），82歲，韓國男歌手與政治人物，前韓國國會安養市東安區代表議員（朝鲜语：안양시 동안구의 국회의원）。[49]
- 勞倫斯·J·德納迪斯（英语：Lawrence J. DeNardis），80歲，美國政治人物，前美國眾議院議員與紐黑文大學校長。[50]
- 埃米迪奧·諾維（英语：Emiddio Novi），72歲，意大利記者與政治人物，前意大利议会議員， 死於交通意外。[51]
- 施雅迪爵士（英語：Sir Adrian Swire）86歲，英國商人，太古集團施懷雅家族成員。[52]

### 23日
- 沈雨晟（朝鲜语：심우성），84歲，韓國藝術家。[53]
- 阿卡巴斯（英语：Arcabas），91歲，法國畫家。[54]
- 喬治·謝爾頓（英语：George Sheldon (politician)），71歲，美國政治人物，前佛罗里达州众议院議員，死於跌倒併發症。[55]
- 达里奥·佩戈雷帝（義大利語：Dario Pegoretti），62岁，意大利自行车车架制造艺术家，病逝。[56]
- 余大章，85岁，天则经济研究所学术部主任，中国社会科学院经济研究所研究员。[57]
- 胡莲，99岁，中国官员，原四川省纺织工业厅干部。[58]
- 王洪星，102岁，中國人，中国航空教育事业的开拓者之一，北京航空航天大学教授。[59]

### 22日
- 塞爾吉奧·阿雷東多（英语：Sergio Arredondo），92歲，智利武裝分子，前死亡蓬車隊成員，死於肺癌。[60]
- 方成，100岁，中国漫画家。[61]
- 理查德·卡迪森（英语：Richard Kadison），93歲，美國數學家，研究算子代數。[62]
- 苏越，62岁，中国作曲家，代表作《黄土高坡》、《血染的风采》等，死於胆囊癌。[63]
- 比爾·麥格拉思（英语：Bill McGrath），78歲，澳洲政治人物，前維多利亞立法會（英语：Victorian Legislative Assembly）議員。[64]
- 艾德·金（英语：Ed King），68歲，美國南方摇滚樂團林納·史金納的吉他手。癌症病逝。[65]

### 21日
- 喬治·安德里（英语：George Andrie），78歲，美國美式足球運動員（达拉斯牛仔）。[66]
- 斯特凡·卡爾·斯蒂芬森，43岁，冰岛演员，死於癌症。[67]
- 芭芭拉·哈里斯（英語：Barbara Harris），83歲，美國演員，死於肺癌。[68]
- 倫佐·史克拉維（英语：Renzo Sclavi），94歲，意大利政治人物，前共和国参议院議員。[69]
- 金连弘，72岁，中国医学教育与管理专家，中华医学会原副会长，原黑龙江省卫生厅党组书记、厅长，哈尔滨医科大学原党委书记、原校长。[70]
- 刘霁，83岁，中国木偶艺术剧院木偶制作大师，国家一级舞美设计师。[71]

### 20日
- 黄群，51歲，中國人，中船重工第七六○研究所党委委员、副所长[72]
- 宋月才，61歲，中國人，中船重工第七六○研究所某试验平台负责人[72]
- 姜开斌，62歲，中國人，中船重工第七六○研究所某试验平台机电负责人[72]
- 傅先伟，74岁，中國人，中国基督教三自爱国运动委员会主席。[73]
- 张新民，64岁，中國人，原黑龙江省京剧院院长。[74]
- 約翰·N·艾布拉姆斯（英语：John N. Abrams），71歲，美國軍官，前美國陸軍訓練與條令司令部指揮官。[75]
- 查爾斯·布萊克曼（英语：Charles Blackman），90歲，澳大利亞畫家。[76]
- 克雷格·查丹（英语：Craig Zadan），69歲，美國製片人、導演及編劇，死於併發症。[77]
- 艾迪·威利斯（英语：Eddie Willis），82歲，非裔美國吉他、電西塔琴手與錄音室樂手。曾為摩城唱片錄音室樂團放克兄弟（英语：The Funk Brothers）的一員。死於脊髓灰質炎的併發症。[78]
- 理查德·D·亚历山大，88岁，美国动物学家，密歇根大学教授。

### 19日
- 拉斐爾·卡爾文蒂（英语：Rafael Calventi），86歲，多米尼加建築師和外交官，死於心臟病。[79]
- 瑪格麗塔·尼古列斯庫（英语：Margareta Niculescu），92歲，羅馬尼亞藝術家、木偶師、導演和教師。[80]
- 洪朝生，97歲，中國物理學家，中國低溫物理、低溫研究開創者、中國科學院院士，病逝。[81]

### 18日
- 科菲·安南（英語：Kofi Annan），80岁，加納庫馬西人，前联合国秘书长，2001年诺贝尔和平奖获得者。[82]
- 愛德華·弗羅洛夫（英语：Eduard Frolov），85歲，俄羅斯歷史學家。[83]
- 鄭斌，62歲，美國華僑，美國福建同鄉會常務副主席，後任美國福州亭江聯合總會主席。16日在紐約布魯克林地鐵站遭列車撞擊重傷，直到18日去世。[84]
- 林偉駿，59歲，香港商人，759阿信屋創辦人。[85]
- 彼得·塔塞爾（英语：Peter Tapsell (British politician)），88歲，英國政治人物，前英國下議院議員與下院之父（英语：Father of the House）。[86]
- 李力权，101岁，中国政治人物，沈阳市原副市长、原中共沈阳市顾问委员会常委。[87]

### 17日
- 倫納德·博斯韋爾（英语：Leonard Boswell），84歲，美國政治人物，前美國眾議院艾奧瓦州第三國會選區代表議員，死於腹膜假黏液瘤（英语：Pseudomyxoma peritonei）併發症。[88]
- 郭俊彥，93歲，中國植物生理學家，參與籌建華南植物園。病逝。[89]
- 克勞迪奧·洛利（英语：Claudio Lolli），68歲，意大利創作歌手，死於癌症。[90]
- 鲍勃·巴斯（英語：Bob Bass），89歲，美國職業籃球教練。[91]
- 杜新之，92岁，中國人，原安徽省政协常委、安徽省石化厅党组书记、厅长。[92]
- 王敬轩，83岁，中國人，西藏自治区人民政府驻西安办事处原党委书记、主任。[93]

### 16日
- 金永春（韓語：김영춘），82歲，朝鲜人民军元帅，曾任朝鮮人民軍總參謀長、朝鲜人民武装力量部部长等职务，心肌梗塞。[94]
- 班尼·安德森，88歲，丹麥作家、詩人和鋼琴家。[95]
- 喬治·亞森·比利亞斯（英语：George Athan Billias），99歲，美國歷史學家。[96]
- 艾瑞莎·弗蘭克林（英語：Aretha Franklin），76歲，美國流行音樂女歌手。死於胰臟癌。[97]
- 黃正襄，95歲，中國近現代山水畫大家，出生於日本統治台灣時期的臺北縣淡水支廳，作品收藏在中南海、毛澤東紀念堂、人民大會堂、台盟中央大會堂等處。[98]
- 阿塔尔·比哈里·瓦杰帕伊，93歲，印度政治家、曾任总理。[99]
- 边绍武，92岁，中國人，原广西工学院党委副书记、副院长。[100]
- 唐国俊，95岁，中国政治人物，原全国政协委员、致公党中央常委、广东省政协常委、致公党广东省委会主委。[101]

### 15日
- 黃桂芬，62歲，香港放債人，黃氏犯罪集團主腦，1987年莊啟明案幕後黑手，墮樓死亡。[102]
- 阿部邦博（日語：阿部 邦博），50歲，日本資深動畫工作者，參與過《鋼彈》多部系列作品的原畫。[103]
- 馬丁·布蘭登-布拉沃（英语：Martin Brandon-Bravo），86歲，英國政治人物，前英國下議院南諾丁漢選區代表議員。[104]
- 埃德蒙·哈恩（英语：Edmond Haan），94歲，法國足球運動員（斯特拉斯堡、法國國家隊）。[105]
- 櫻桃子（日語：さくらももこ），53歲，日本女性漫畫家，漫畫《櫻桃小丸子》原作者，死於乳癌。[106]
- 林晓，97岁，中国官员，广西桂林市人大常委会原副主任。[107]
- 冯曙，93岁，中国官员，原安徽省机械工业厅教育处副处长。[108]

### 14日
- 休·科塔齊爵士（英语：Hugh Cortazzi），94歲，英國外交官，前駐日本大使（英语：List of ambassadors of the United Kingdom to Japan）。[109]
- 瓦倫蒂娜·列夫科（英语：Valentina Levko），92歲，俄羅斯歌劇歌手。[110]
- 卡利·甸·摩爾（英语：Execution of Carey Dean Moore），60歲，美國死刑犯，因1979年兩起計程車司機謀殺案被判注射死刑。[111][112]
- 艾杜瓦德·烏斯賓斯基（俄語：Эдуа́рд Успе́нский），80歲，俄國兒童文學家。[113]
- 肖建章，79歲，中國司法部前副部長、第十屆全國政協社會和法制委員會副主任。[114]
- 林正顺，80岁，西藏自治区党委党校原副校长。[115]
- 伊万·科尔涅耶维奇·韦杰尔尼科夫（俄語：Иван Корнеевич Ведерников），94岁，苏联军事飞行员，试飞员。[116]

### 13日
- 索姆納特·查特吉（英语：Somnath Chatterjee），89歲，印度政治人物，前人民院議長（英语：Speaker of the Lok Sabha），死於多器官衰竭。[117]
- 鮑威爾·A·穆爾（英语：Powell A. Moore），80歲，美國政府官員。[118]
- 黎守律（英語：Gerald Nazareth），86歲，香港法官，上訴庭副庭長（1994年2000年）、終審法院非常任法官。[119]
- 吉姆·奈哈德（英語：Jim Neidhart），63歲，美國職業摔角選手。[120]
- 石塚運昇（日語：石塚 運昇），67歲，日本男性聲優，死於食道癌。[121][122]
- 黄固，102岁，中国教育人物，原浙江大学党委书记。[123]
- 王鉴，101岁，中国政治人物，中共上海市委原常委、原副市长、市委政法委原书记。[124]

### 12日
- 張龍雲，61歲，臺灣音樂家、台南應用科技大學藝術學院院長，死於疑似心肌梗塞。[125]
- 萨米尔·阿明（阿拉伯語：سمير أمين），86岁，埃及經濟學家，全球化问题、国际政治经济学专家。[126]
- 马瑾，83岁，中国构造物理与构造地质学家、中国科学院院士、中国地震局地质研究所研究员，病逝。[127]
- 理查德·勞埃德·安德森（英语：Richard Lloyd Anderson），92歲，美國後期聖徒教會歷史學家（楊百翰大學）。[128]
- 卡濟梅拉·烏特拉塔（英语：Kazimiera Utrata），86歲，波蘭女演員。[129]
- 熊乃富，79岁，中国官员，原安徽省民政厅助理巡视员。[130]
- 杨生民，83岁，中国历史学家，首都师范大学历史学院教授。[131]

### 11日
- 裴信，90歲，越南軍官和持不同政見者，死於腎衰竭。[132]
- V·S·奈保尔爵士（英語：Sir V. S. Naipaul），85岁，英国印度裔作家，2001年诺贝尔文学奖得主[133]。
- （本名嚴以敬），85歲，香港漫畫家。因心臟衰竭在美國洛杉磯病逝。（美國西岸時間）[134]
- 李朝义，84岁，中國神經生物學家、中國科學院院士。[135]
- 曼奇·惠勒（英语：Manch Wheeler），79歲，美國美式足球運動員（布法罗比尔）。[136]
- 余洁，96岁，中國人，中国科学院成都分院原副秘书长、四川省侨联原主席。[137]

### 10日
- 安德里·巴尼克（英语：Andrey Budnik），65歲，蘇俄外交官，前駐巴基斯坦（英语：List of ambassadors of Russia to Pakistan）和尼泊爾大使。[138]
- A·R·施瓦茨（英语：A. R. Schwartz），92歲，美國政治人物，前德克薩斯州眾議院（英语：Texas House of Representatives）及參議院（英语：Texas Senate）議員，死於心臟病。[139]
- 菅井琴（日語：菅井 きん），92岁，日本女演员，宝冠章与紫绶勋章获得者，死於心臟衰竭。[140]
- 左德新，95岁，中国官员，原四川省建筑材料工业局副局长、党组成员。[141]

### 9日
- 塔玛拉·捷格佳廖娃（俄語：Тамара Дегтярёва），74岁，前苏联及俄罗斯女演员，苏联国家奖获得者。[142]
- 帕爾·法布里（英语：Pál Fábry），99歲，匈牙利政治人物，前国民议会議員。[143]
- 比利·雷·伊里克（英语：Billy Ray Irick），59歲，美國死刑犯，因謀殺罪被判注射死刑。[144]
- 武玉笑，90岁，中国作家，中国作家协会会员、名誉委员，甘肃省文联原副主席、省作协原主席。[145]
- 王庆成，91岁，中国历史学家，中国社会科学院荣誉学部委员。[146]

### 8日
- 翁長雄志（日語：翁長 雄志），67歲，日本沖繩縣知事，死於胰臟癌。[147]
- 尼古拉斯·贝特（英語：Nicholas Bett），28歲，肯尼亚400米跨栏运动员，死於車禍。[148]
- 凱蒂·坎農（英语：Katie Cannon），69歲，美國神學家，死於白血病。[149]
- 威利·迪勒（英语：Willie Dille），53歲，荷蘭政治人物，自由黨籍海牙市女議員。自殺。[150]
- 賈羅德·萊爾（英语：Jarrod Lyle），36歲，澳洲職業高爾夫球運動員。世界排名最高為142。2008年發展巡迴賽（Nationalwide Tour）其中2個分站冠軍。急性骨髓性白血病。[151]
- 邵容光，84岁，中国桥梁工程专家、农工民主党党员、东南大学教授，病逝。[152]
- 周志耀，94岁，中国泌尿外科专家，病逝。[153]
- 黃鉉產（朝鲜语：황현산），73歲，韓國文化批評家。[154]
- 米哈伊爾·沙霍夫（英语：Mikhail Shakhov），86歲，烏克蘭摔跤手，奧運會銅牌得主（1956年）。[155]
- 黄胜，73岁，中國學者，哈尔滨工程大学原副校长。[156]
- 吴汉，81岁，中國人，广西壮族自治区党委组织部原副部长，原自治区人事厅党组书记。[157]
- 容文盛，85岁，中國學者，清华大学能源与动力工程系教授。[158]
- 杨文进，93岁，中国水业专家，中国市政工程中南设计研究总院原顾问总工、教授级高级工程师。[159]

### 7日
- 刘光鼎，88岁，中國地球物理學家，前中国科学院地球物理研究所所长、中国地球物理学会荣誉理事长。[160]
- 黃永厚，90歲，中國畫家、作家。著名畫家黃永玉二弟。病逝。[161]
- 马高潮，62歲，中國大陸死刑犯，南陽市人民检察院退休官员，因2016年2月29日以危险方法危害公共安全罪被执行注射死刑。[162]
- 侯学禄，81岁，中国官员，山西省人大常委会人事代表工作委员会原副主任。[163]
- 王亘坚，95岁，中国财政经济学家，天津财经大学财政系首任系主任，教授。[164]
- 王湘波，88岁，中国学者，中国矿业大学原社科系副教授。
- M·卡魯那尼（英语：M. Karunanidhi），94歲，印度政治人物和作家，前坦米爾納杜邦首席部長（英语：List of Chief Ministers of Tamil Nadu），多器官衰竭。[165]
- 安東·萊曼登（英语：Anton Lehmden），89歲，奧地利畫家。[166]
- 阿不都卡德尔·乃斯尔丁，73岁，中国官员，新疆维吾尔自治区原政协副主席。[167]

### 6日
- 瑪格麗特·赫克勒（英语：Margaret Heckler），87歲，美國政治人物和外交官，前美國駐愛爾蘭大使（英语：List of ambassadors of the United States to Ireland）、卫生部长（英语：United States Secretary of Health and Human Services）與美国众议院麻薩諸塞州議員，死於心搏停止。[168]
- 喬爾·侯布雄（法語：Joël Robuchon），73歲，法國廚師，旗下餐廳獲《米其林指南》的星級加總為全球最多，死於胰臟癌。[169][170]
- 丹尼斯·思羅爾（英语：Dennis Thrower），80歲，英國足球運動員（伊普斯维奇城）。[171]
- 彭耀新，56岁，中共广东省梅州市政法委书记，自缢而死[172]。
- 陈晖，58岁，中国牙体牙髓病学专家，浙江大学医学院附属口腔医院牙体牙髓科主任，浙江大学口腔医学院口腔内科教研室主任。[173]

### 5日
- 艾倫·拉賓諾維茨（英語：Alan Rabinowitz），64歲，美国动物学家，环保主义者。[174]
- 韋政通，90歲，臺灣思想史學者，曾任中國文化大學、國立清華大學教授。[175]
- 羅伯特·杜加爾德（英语：Robert Dugard），76歲，英國高速公路賽車手和推廣人。[176]
- 皮奧特爾·舒爾金（波蘭語：Piotr Szulkin），68歲，波蘭電影導演。[177]
- 盧凱彤（英語：Ellen Joyce Loo），32歲，香港著名創作歌手及結他手、唱作組合at17成員，墮樓身亡。[178]
- 馬修·斯威尼（英语：Matthew Sweeney），66歲，愛爾蘭詩人，死於運動神經元疾病。[179]
- 冯砚祖，57岁，中國企業家，「老百姓」药房连锁执行总裁。[180]
- 汤姆·赫克特（英語：Tom Heckert），51岁，美國美式足球經理人，曾任野马队人事主管、布朗和老鹰隊总经理等職，病逝。[181]
- 蓋瑞·藍菲斯特（英语：Gerry Lenfest），88歲，美國媒體大亨。[182]
- 貝瑞·埃利奧特（英語：Barry Chuckle），73歲，英國諧星演員，著名組合Chuckle Brothers成員。家中病逝。[183]
- 瑪莉亞·馬斐斯·提諾里歐（Maria Mathus Tenorio），25歲，墨西哥女歌手及音樂製作人，在哥斯達黎加旅遊時被性侵殺害。[184]
- 王权，99岁，中国官员，温州市人大常委会原党组副书记、副主任，温州市原副市长。[185]
- 马克胜，79岁，中國人，原天津经济建设投资集团总公司董事、副总经理。[186]

### 4日
- 洛里·科林斯（英语：Lorrie Collins），76歲，美國鄉村搖滾歌手（The Collins Kids）。[187]
- 安爾·納吉爾巴斯（英语：Anar Nagilbaz），74歲，阿塞拜疆饒舌歌手、歌曲作者和演員，死於內出血。[188]
- 津川雅彥（日語：津川 雅彦），78歲，日本演員，死於心臟衰竭。[189]
- 韩飞青，94岁，中国书法家，新魏体印刷字体书写者。
- 张振峰，94岁，中国官员，原浙江省水利厅党组书记、副厅长。[190]

### 3日
- 張寶勝，58歲，中國「特異功能大師」，死於心臟病。[191]
- 劉宗雄，56歲，台灣企業家、中華開發資產管理公司總經理，墜樓亡。[192]
- 潘其昌，86岁，中国经济人物，交通银行原董事长。[193]
- 王树棠，103岁，中国官员，原中共辽宁省委纪委书记。[194]
- 任文炳，86岁，中国官员，最高人民检察院计划财务装备局原副局长。[195]
- 王志宏，86岁，中国矿业大学原信息与电气工程学院教授。[196]
- 毛伯林，92岁，中国会计学家、西南财经大学教授，民建四川省委原副主委、原民建成都市委主委，成都市政协原副主席。[197]
- 馬蒂哈·巴爾（英语：Matija Barl），78歲，斯洛文尼亞演員（《凱克克（英语：Kekec (1951 film)）》）。[198]
- 英格麗·埃斯佩德·霍維格（英语：Ingrid Espelid Hovig），78歲，挪威電視台廚師和食譜作者。[199]
- 马哈迪洛曼，61歲，馬來西亞媒體人物，電視主播、主持、國家視覺藝術發展局主席。[200][註 1]

### 2日
- 沙哈魯丁·巴達魯丁，55歲，馬來西亞政治人物，人民公正黨副主席、雪蘭莪州議員。大腸癌。[201]
- 鮑伯·貝瑞（英语：Bob Berry (dendrologist)），102歲，紐西蘭樹木學家。[202]
- 弗拉迪米爾·普拉賽克（英语：Vladimír Plaček），53歲，捷克政治人物，時任捷克参议院議員。[203]
- 金孟坤（朝鲜语：김맹곤），72歲，韓國政治人物，前金海市市長及韓國國會金海市代表議員（朝鲜语：김해시의 국회의원）。[204]
- 陈阿翠，87岁，中国官员，宁波市政协原副主席。[205]
- 韩明玉，56岁，中国果树学家，西北农林科技大学园艺学院教授。[206]

### 1日
- 瑪麗·克蕾兒（英语：Mary Carlisle），104歲，美國演員、歌手和舞蹈家。[207]
- 呂燁濱，59歲，台灣電視劇製作人，代表作《親戚不計較》，病逝。[208]
- 張成坤，99歲，馬來西亞羽球運動員，1948年第一届汤姆斯杯羽球赛馬來西亞國家羽球隊成員之一。[209][210]
- 瑞克·格内斯特（Rick Genest），32歲，藝名「殭屍男孩」（Zombie boy），加拿大模特兒，自殺。[211]
- 漢妮·凡·萊恩（英语：Hannie van Leeuwen），92歲，荷蘭政治人物，前國會一院議員。[212]
- 斯特凡諾·維特拉諾（英语：Stefano Vetrano），95歲，意大利政治人物，前众议院議員。[213]